# Zelman Pasow
Zelman Isajewicz Pasow (ros. Зельман Исаевич Пассов, ur. w kwietniu 1905, zm. 14 lutego 1940) – funkcjonariusz radzieckich służb specjalnych, m.in. szef Zarządu VII (wywiad zagraniczny) Głównego Zarządu Bezpieczeństwa Państwowego (GUGB). Jeden z trzech szefów wywiadu zamordowanych podczas tzw. „wielkiego terroru”.

## Życiorys
Urodzony w Starej Russie w rodzinie żydowskiego subiekta sklepowego, ukończył jedynie trzy klasy szkoły powszechnej. 
W latach 1919–1922 służył w Armii Czerwonej, m.in. jako kurier. 
W sowieckich służbach specjalnych służył od maja 1922 roku, w terenowych oddziałach GPU/OGPU. Następnie w 1929 roku ukończył wyższą szkołę OGPU i do 1936 roku służył w Wydziale Specjalnym (OO) OGPU (od 1934 roku – w OO GUGB) na wschodnich terenach pogranicznych ZSRR, gdzie m.in. nadzorował pełniących tam służbę funkcjonariuszy OGPU, następnie NKWD. 
W 1936 roku został przeniesiony do kontrwywiadu (KRO) GUGB, gdzie służył do 1938 roku, następnie ponownie został przeniesiony, tym razem do wywiadu zagranicznego (wydział zagraniczny – INO NKWD), wówczas Zarząd VII GUGB, gdzie na stanowisku szefa zastąpił nieco wcześniej aresztowanego i otrutego komisarza bezpieczeństwa państwowego III rangi, Abrama Słuckiego. Odznaczony Orderem Lenina. 
W listopadzie 1938 roku Pasow został zwolniony ze stanowiska, następnie aresztowany i 15 lutego 1940 roku rozstrzelany.